# Lebzelterhaus (Steyr)

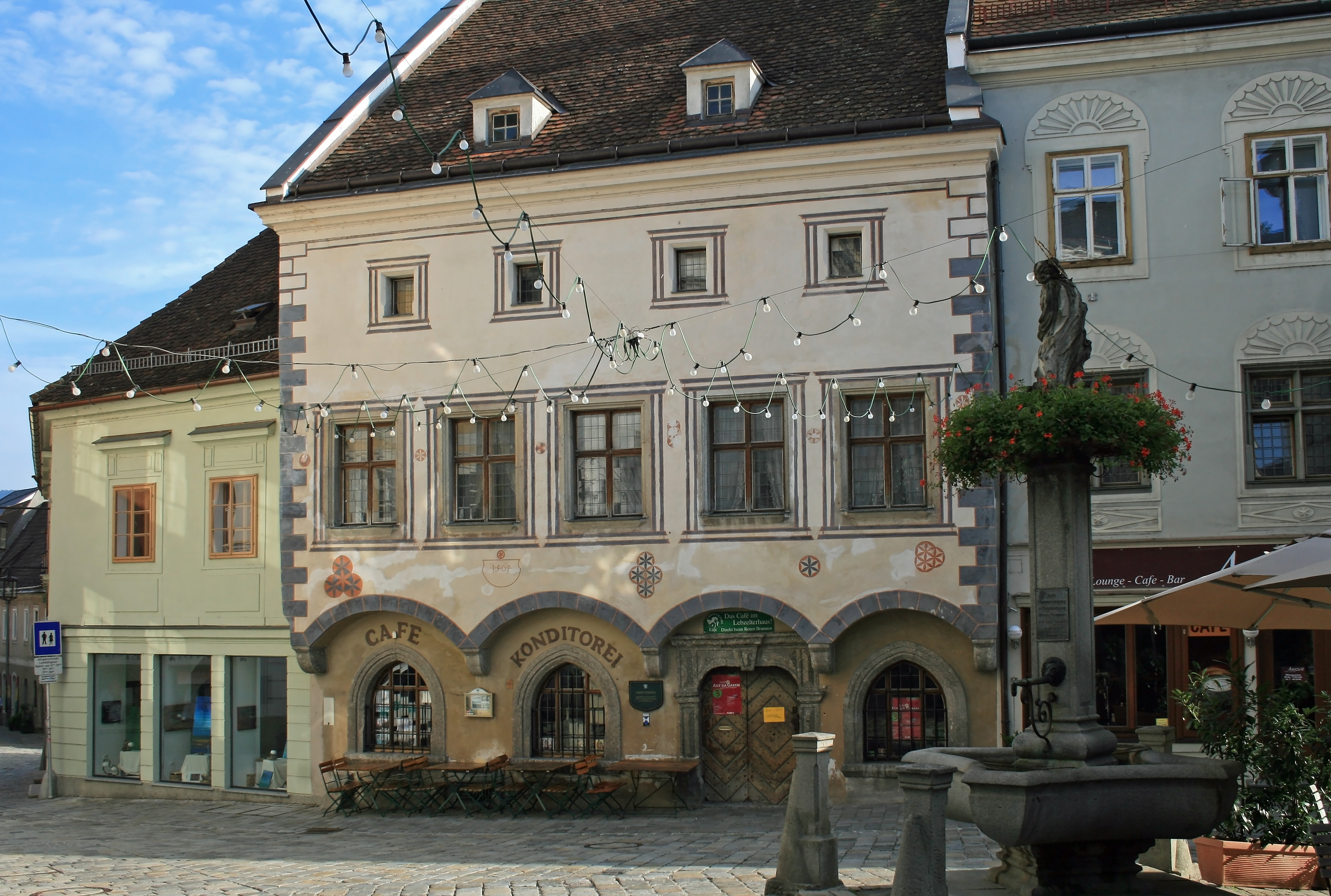
Das Lebzelterhaus. Rechts im Vordergrund der Rote Brunnen

Das Lebzelterhaus in Steyr, Sierningerstraße 1, ist ein Patrizierhaus im Renaissancestil. Das Gebäude steht unter Denkmalschutz (Listeneintrag).

## Geschichte
Das Gebäude stammt in seiner heutigen Form etwa aus der Mitte des 16. Jahrhunderts. Die Fassade zeigt die Jahreszahl 1567, vermutlich stammen auch die Malereien aus dieser Zeit. Lebzelten, Met und Wachsgegenstände wurden bis 1957 im Haus verkauft und bis zur Mitte des 19. Jahrhunderts dort selbst hergestellt. Am 15. November 1957 genehmigte der Gemeinderat den Kauf des Hauses – bis 1960 war nach Renovierungsarbeiten der ursprüngliche Renaissancezustand wiederhergestellt. Heute befinden sich darin ein Lebzeltenmuseum und das Café Christkindl.

## Lage
Das Haus befindet sich im Stadtteil Steyrdorf, Sierningerstraße 1 direkt gegenüber dem Roten Brunnen. Ein paar Schritte entfernt befindet sich der gotische Dunklhof (Kirchengasse 16).